# Babacar Gueye (football, 1994)
Pour les articles homonymes, voir Babacar Gueye et Gueye.
Babacar Gueye, né le 31 décembre 1994, est un footballeur sénégalais. Il évolue au poste d'attaquant au Kocaelispor.

## Carrière
Babacar Gueye signe son premier contrat professionnel à l'été 2014, en faveur de l'ES Troyes AC. Deux saisons plus tard, il rejoint Hanovre 96.

## Statistiques
| Saison                | Club                    | Championnat           | Championnat | Championnat | Coupe nationale | Coupe nationale | Coupe de la Ligue | Coupe de la Ligue | Total | Total |
| Saison                | Club                    | Division              | M.          | B.          | M.              | B.              | M.                | B.                | M.    | B.    |
| 2014-2015             | ES Troyes AC            | Ligue 2               | 3           | 0           | -               | -               | -                 | -                 | 3     | 0     |
| 2015-2016             | ES Troyes AC            | Ligue 1               | 10          | 1           | 1               | 0               | -                 | -                 | 11    | 1     |
| 2016-2017             | Hanovre 96              | 2. Bundesliga         | 2           | 0           | 2               | 0               | -                 | -                 | 4     | 0     |
| 2016-2017             | SV Zulte Waregem (prêt) | Jupiler League        | 8+4         | 2+0         | 3               | 1               | -                 | -                 | 15    | 3     |
| 2017-2018             | Saint-Trond VV (prêt)   | Jupiler League        | 9+6         | 0+1         | 1               | 0               | -                 | -                 | 16    | 1     |
| Total sur la carrière | Total sur la carrière   | Total sur la carrière | 43          | 4           | 7               | 1               | 0                 | 0                 | 50    | 5     |

## Palmarès
SV Zulte Waregem
- Vainqueur de la Coupe de Belgique en 2017

2014: champion ligue 2 France avec l'estac Troyes.